# Luis Parra
Luis Eduardo Parra Rivero (Independencia, Yaracuy, 7 de julio de 1978) es un político venezolano y diputado por el Estado Yaracuy en la Asamblea Nacional para el periodo legislativo 2016-2021. Parra fue miembro de Primero Justicia, hasta que fue expulsado en diciembre de 2019 tras participar en la trama de corrupción conocida como Operación Alacrán.
El 5 de enero de 2020, Parra asumió el cargo presidente de la Asamblea Nacional de Venezuela, apoyado por el minoritario grupo de diputados oficialistas del Gran Polo Patriótico en una sesión controvertida, debido a la falta de cuórum necesario para juramentarse de acuerdo a la Constitución de Venezuela. Parra se postuló como diputado para las elecciones parlamentarias de 2020, sin obtener los votos necesarios para ser electo por Yaracuy, pero el Consejo Nacional Electoral le adjudicó irregularmente un escaño por la lista nacional para el periodo legislativo 2021-2026.
Parra fue sancionado por la Unión Europea y por Estados Unidos por su participación en la Operación Alacrán y apoyado por Nicolás Maduro para ocupar la presidencia de la asamblea para dividir la oposición que era mayoría.

## Carrera política

### Diputado
Siendo dirigente del partido político Primero Justicia, en las elecciones parlamentarias del 6 de diciembre de 2015 es elegido diputado a la Asamblea Nacional de Venezuela por el circuito N.° 2 Estado Yaracuy, dentro de la lista de la Mesa de la Unidad Democrática.

### Candidato regional
El 16 de septiembre de 2017 fue elegido como candidato unitario de la Mesa de la Unidad Democrática a la gobernación del Estado Yaracuy, luego de vencer en las elecciones primarias de dicha coalición al obtener 12.905, el 35 %. Parra recibió el apoyo de su partido, así como del exgobernador Eduardo Lappi. El líder de Convergencia y también diputado, Biagio Pilieri, anunció su candidatura y no le otorgó el apoyo a Parra. Ese mismo día emprendió una gira de campaña a lo largo del Estado Yaracuy. Parra perdió la elección frente a Julio César León Heredia, del Partido Socialista Unido de Venezuela, al obtener 106.679 votos y el 35 %.

## Tráfico de influencias
El 1 de diciembre de 2019, el portal Armando.info afirmó que nueve parlamentarios conformó una comisión para gestiones informales ante la Fiscalía de Colombia en abril de 2019 a favor de dos empresarios vinculados al gobierno, específicamente con Alex Saab y Carlos Rolando Lizcano Manrique en la gestión de los Comité Local de Abastecimiento y Producción (CLAP). Luego de la difusión de la investigación, los diputados Luis Parra, José Brito, Conrado Pérez y José Gregorio Noriega fueron suspendidos y expulsados de los partidos Primero Justicia y Voluntad Popular. Parra aseguró que el artículo de investigación forma parte de una «guerra sucia» y acusó al portal Armando.info de hacer «periodismo de extorsión». Posteriormente se hizo pública la carta enviada al gobierno colombiano en defensa de la empresa Salva Foods propiedad de Carlos Lizcano socio de Alex Saab respaldada con la firma de los diputados venezolanos mencionados. También se hizo público unos videos haciendo compras en Europa y contando dinero, su exasistente parlamentaria Rosa Virginia Garrido expresó que en política todo puede pasar, "de ser un asérrimo contrincante al gobierno a ser defensor del gobierno", "No hay aliados eternos, ni enemigos perpetuos"
La Asamblea Nacional Constituyente, de mayoría oficialista, solicitó al Ministerio Público la inmediata investigación al fiscal general, quien acusó a los diputados de la repartición de dinero público, esto quedó solo en investigación. Sin embargo, para enero de 2020 estos diputados se postularían para una nueva directiva de la Asamblea Nacional presidida por Luis Parra apoyados por los diputados oficialistas, los mismos que pidieron una investigación al fiscal general.
En agosto de 2020 un tribunal de Sofía, Bulgaria, bloqueo al menos 158 millones de dólares provenientes del FONDEN, Petróleo de Venezuela (Pdvsa) y de empresas ligadas a Alex Saab, depositado en cuentas del banco Investbank, un banco búlgaro, tras obtener varios contratos para el suministro de alimentos para los Comité Locales de Abastecimiento y Producción (Clap), bajo sospecha de actos de lavado de activos y actos de origen delictivo. Las autoridades habían congelado la cuenta en febrero de 2019, la cuenta era manejada por el abogado búlgaro Tsvetan Georgiev Tsanev, involucrado en varios escándalo. Luis Parra viajó en secreto a mediados de 2019, junto a una comisión de diputados para pedir el desbloqueo de fondos a las empresas ligadas a Saab.

## Operación Alacrán
La diputada Delsa Solórzano acusó al presidente Nicolás Maduro, de dirigir la operación. Según ella, el gobierno recurrió a este método de tratar de sobornar hasta con un millón de dólares después de no encarcelar o suspender la inmunidad parlamentaria de los diputados, denunciando un aumento considerable de la persecución política a medida que se acercaba la elección del nueva directiva para el año 2020 de la Asamblea Nacional a realizarse el 5 de enero, explicando que las fuerzas de seguridad del gobierno habían ido a las casas de muchos diputados, según Solórzano, sobornó algunos diputados con un suplente
El 5 de enero de 2020, Juan Guaidó y su equipo de su junta directiva junto a otros diputados opositores se dirigían al Palacio Federal Legislativo y un grupo de efectivos de la Guardia Nacional Bolivariana (GNB) y de la Policía Nacional Bolivariana (PNB) les obstaculizaron el paso para que no llegaran al Hemiciclo de la Asamblea Nacional. Guaidó hizo un intento de entrar al palacio pero no pudo. Por otro lado mayoría de diputados chavistas (unos 49 diputados) junto con demás diputados opositores (unos pocos), quienes estaban ligados al plan que tenían preparado, se encontraban supuestamente esperando a Guaidó, y por no estarse presente en el hemiciclo protocolar de dicho palacio estando bloqueado por la GNB y PNB, se dio a lo siguiente: los diputados que se encontraban presentes eligieron, sin cuórum, una nueva directiva en donde eligen a Parra como presidente del parlamento, y fue juramentado por el diputado con mayor edad presente. Además, se juramentó a Franklyn Duarte como primer vicepresidente y a José Gregorio Noriega como segundo vicepresidente, fuera del proceso de votación establecido en el Reglamento de Interior y Debate.
Parra fue desconocido por 111 diputados opositores, quienes asistieron a la sesión legislativa programada por Guaidó en la sede del diario El Nacional y ahí, en una sesión paralela, nombraron una nueva junta directiva en donde reeligieron a Guaidó como presidente de la Asamblea Nacional, a Juan Pablo Guanipa como primer vicepresidente y a Carlos Berrizbeitia como segundo vicepresidente del parlamento, así como por el Grupo de Lima en una declaración firmada por Bolivia, Brasil, Canadá, Chile, Colombia, Costa Rica, Guatemala, Guyana, Honduras, Panamá, Paraguay, Perú, Santa Lucía y la delegación parlamentaria de Venezuela.
La juramentación de Luis Parra ha sido calificada por Juan Guaidó, la oposición venezolana y varios países como «golpe de Estado» al parlamento venezolano, por parte del gobierno de Nicolás Maduro. Un mes antes, diciembre de 2019, se había iniciado una investigación al grupo de diputados dirigidos por Luis Parra por emitir cartas de buena conducta a favor de los responsables de los negociados en torno a las importaciones para los programas del CLAP usado para lavar activos que venían de la corrupción
En octubre se filtraron videos donde en uno se ve a Luis Parra de compras y con numerosas bolsas en una exclusiva zona de Madrid y en otro contando un fajo de billetes en un baño durante el viaje de abril de 2019.
El 19 de noviembre de 2023 abogados españoles demandaron a diputados "ALACRANES" por legitimación de capitales en Venezuela acusados de formar parte de la trama de corrupción de Alex Saab y Carlos Liscano sobre la importación de alimentos Clap. entre los acusados está Luis Parra, «Tanto las empresas como los diputados relacionados, intentaron utilizar a abogados honestos, para que bajo engaños liberasen las cuentas bancarias y legitimasen no sólo a las empresas sino también los contratos que celebraron y que se caracterizan por ser actos de corrupción e ilegitimidad contra el Patrimonio Público de Venezuela», dice el documento presentado en la Fiscalía de delitos económicos de Madrid.

## Sanciones
La secretaría del tesoro de Estados Unidos sancionó a Parra y los miembros de la comisión delegada escogida por él, así como otros cuatro diputados que se le aliaron. Sus activos en Estados Unidos fueron bloqueados y no pueden hacer negocios con empresas o ciudadanos estadounidenses.
El 26 de mayo, el Tribunal Supremo de Justicia (TSJ) reconoció a Luis Parra como presidente del parlamento venezolano . En junio, la Unión Europea rechazó el reconocimiento de Luis Parra por parte del TSJ y reiteró su apoyo a Juan Guaidó como presidente del Parlamento.
El 6 de junio fueron ratificadas las sanciones a tres de los diputados: Luis Parra, Conrado Pérez Lineares y Adolfo Superlano.
El 29 de junio de 2020 la Unión Europea impone sanciones a 11 funcionarios de Venezuela, entre ellos parlamentarios, un magistrado y un alto jefe militar entre ellos Luis Parra, José Gregorio Noriega y Franklyn Duarte.

## Controversias
El 5 de enero de 2020 fue electo presidente de la Asamblea Nacional para el año 2020 apoyado por la minoría parlamentaria oficialista y unos cuantos disidentes de la oposición sin embargo Juan Guaidó continuó presidiendo la Asamblea apoyado por la mayoría parlamentaria y con reconocimiento de más de 50 países aunque reunidos en parques de la capital y otras de manera virtual debido al impedimento de sesionar en su sede por parte del oficialismo, hasta enero de 2021.
Para las elecciones parlamentarias de Venezuela de 2020 Luis Parra se postuló con el partido Primero Venezuela refundado en el 2020 para el cual no consiguió los votos necesarios para ocupar una curul en el parlamento, según el informe del PSUV. Sin embargo, se le fue adjudicado por el CNE el cargo de diputado, haciendo uso de una modalidad distinta de una alianza partidista después de realizadas las elecciones para hacer alcanzar los votos y que según el reglamento tenía que ser presentada diez días antes del acto electoral.